# Sæby Sogn (Frederikshavn Kommune)
 For alternative betydninger, se Sæby Sogn. (Se også artikler, som begynder med Sæby Sogn)
Sæby Sogn er et sogn i Frederikshavn Provsti (Aalborg Stift).
Sæby Sogn lå i Sæby købstad, som geografisk hørte til Dronninglund Herred. Købstaden blev ved kommunalreformen i 1970 kernen i Sæby Kommune, der ved strukturreformen i 2007 indgik i Frederikshavn Kommune.
I Sæby Sogn ligger Sæby Kirke.
I sognet findes følgende autoriserede stednavne:
- Beskøjtbakken (areal)
- Granly Mark (bebyggelse)
- Nejsiglund (bebyggelse)
- Nørremarken (bebyggelse)
- Strandhave (bebyggelse)
- Sæby (bebyggelse, ejerlav)
- Søndermarken (bebyggelse)